# Arrowhead Stadium
Arrowhead Stadium er et stadion i Kansas City i Missouri, USA, der er hjemmebane for både NFL-klubben Kansas City Chiefs og MLS-klubben Kansas City Wizards. Stadionet har plads til 79.451 tilskuere og blev indviet 12. august 1972.